# Nueces County
Das Nueces County ist ein County im US-Bundesstaat Texas der Vereinigten Staaten. Das U.S. Census Bureau hat bei der Volkszählung 2020 eine Einwohnerzahl von 353.178 ermittelt. Der Sitz der County-Verwaltung (County Seat) befindet sich in Corpus Christi.

## Geographie
Das County liegt im Südosten von Texas, am Golf von Mexiko und hat eine Fläche von 3021 Quadratkilometern, wovon 856 Quadratkilometer Wasserfläche sind. Es grenzt im Uhrzeigersinn an folgende Countys: San Patricio County, Kleberg County und Jim Wells County.

## Geschichte
Nueces County wurde am 18. April 1846 aus Teilen des San Patricio County gebildet und die Verwaltungsorganisation am 12. Juli abgeschlossen. Benannt wurde es nach dem Nueces River, dessen Name aus dem Spanischen kommt und „Nuss“ bedeutet. Diese Namensgebung erfolgte 1689 aufgrund der Pekannussbäume am Ufer des Nueces Rivers.

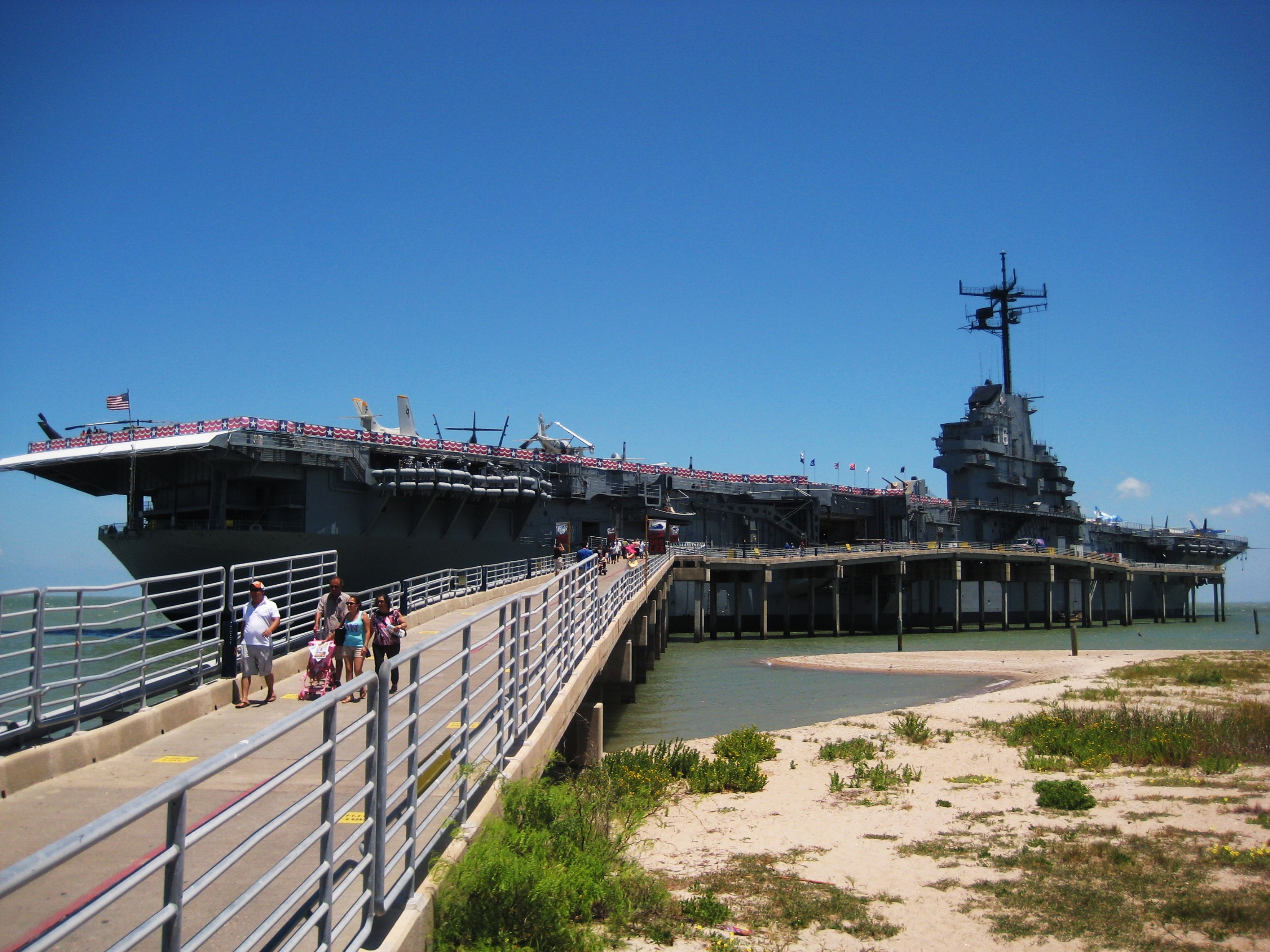
Die Lexington gilt seit Juli 2003 als National Historic Landmark.

18 Bauwerke, Bezirke und Stätten des Countys sind im  National Register of Historic Places („Nationales Verzeichnis historischer Orte“; NRHP) eingetragen (Stand 28. November 2021), darunter haben die King Ranch und der Flugzeugträger Lexington den Status von National Historic Landmarks („Nationale historische Wahrzeichen“).

## Demografische Daten

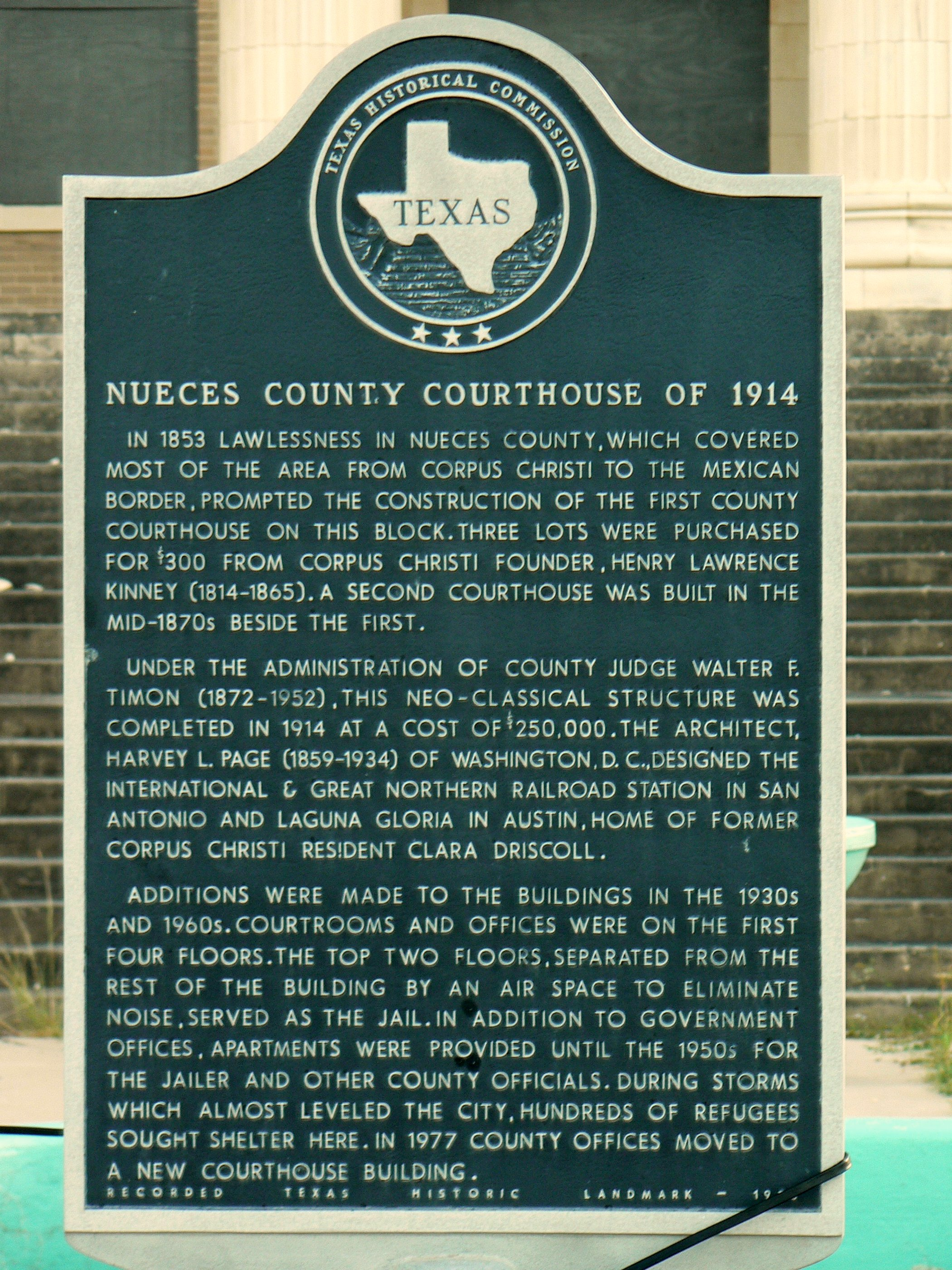
Altes Nueces County Courthouse – Gedenktafel an 1914

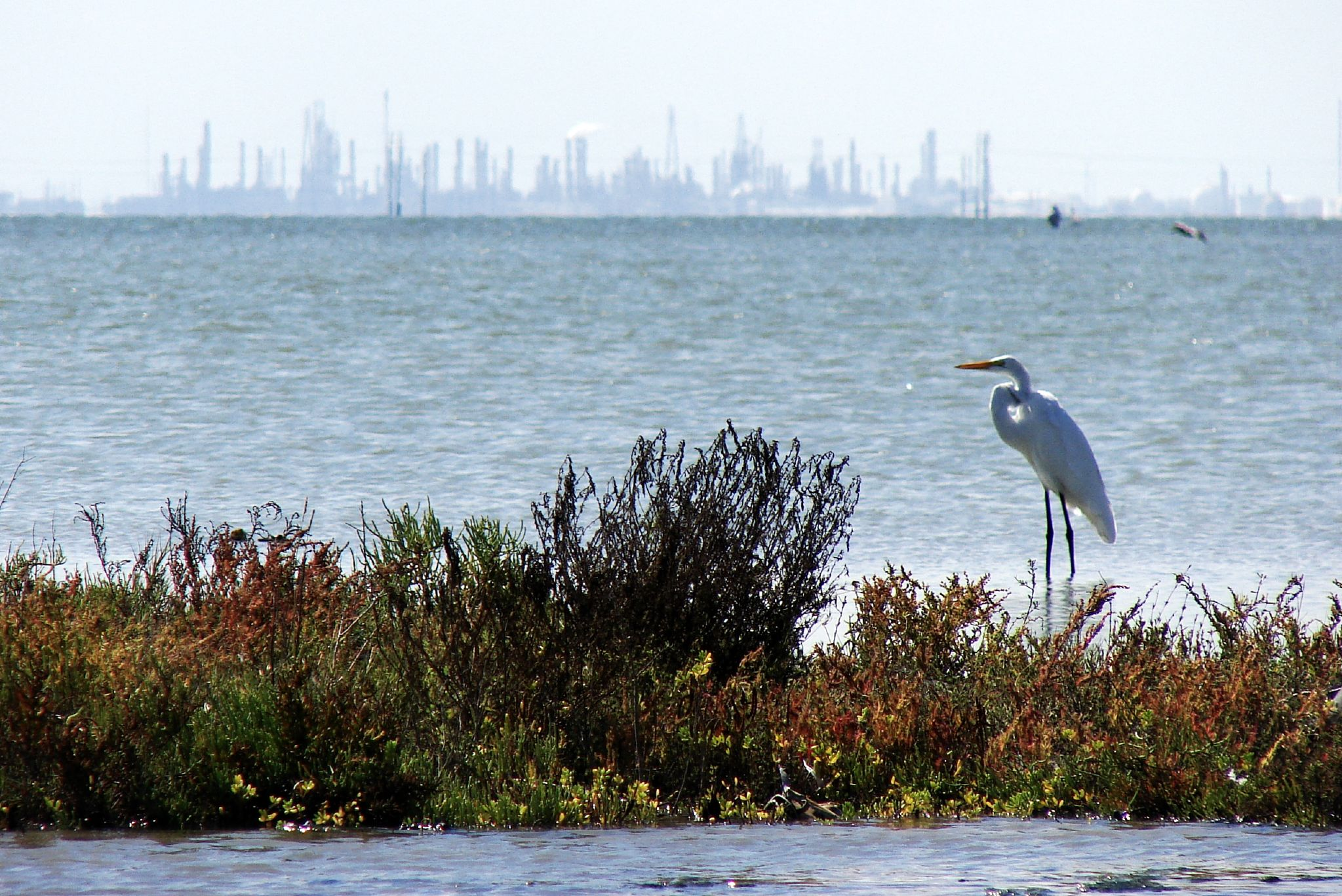
Die Great Egret Nueces Bay

Nach der Volkszählung im Jahr 2000 lebten im Nueces County 313.645 Menschen in 110.365 Haushalten und 79.683 Familien. Die Bevölkerungsdichte betrug 145 Einwohner pro Quadratkilometer. Ethnisch betrachtet setzte sich die Bevölkerung zusammen aus 72,03 Prozent Weißen, 4,24 Prozent Afroamerikanern, 0,64 Prozent amerikanischen Ureinwohnern, 1,16 Prozent Asiaten, 0,07 Prozent Bewohnern aus dem pazifischen Inselraum und 18,74 Prozent aus anderen ethnischen Gruppen; 3,13 Prozent stammten von zwei oder mehr Ethnien ab. 55,78 Prozent der Einwohner waren spanischer oder lateinamerikanischer Abstammung.
Von den 110.365 Haushalten hatten 36,3 Prozent Kinder oder Jugendliche, die mit ihnen zusammen lebten. 51,8 Prozent waren verheiratete, zusammenlebende Paare 15,3 Prozent waren allein erziehende Mütter und 27,8 Prozent waren keine Familien. 22,6 Prozent waren Singlehaushalte und in 7,9 Prozent lebten Menschen im Alter von 65 Jahren oder darüber. Die durchschnittliche Haushaltsgröße betrug 2,79 und die durchschnittliche Familiengröße betrug 3,30 Personen.
28,4 Prozent der Bevölkerung war unter 18 Jahre alt, 10,5 Prozent zwischen 18 und 24, 28,9 Prozent zwischen 25 und 44, 21,1 Prozent zwischen 45 und 64 und 11,2 Prozent waren 65 Jahre alt oder älter. Das Durchschnittsalter betrug 33 Jahre. Auf 100 weibliche Personen kamen 95,8 männliche Personen und auf 100 Frauen im Alter von 18 Jahren oder darüber kamen 92,5 Männer.

Das jährliche Durchschnittseinkommen eines Haushalts betrug 35.959 US-Dollar, das Durchschnittseinkommen einer Familie betrug 41.066 USD. Männer hatten ein Durchschnittseinkommen von 31.571 USD, Frauen 22.324 USD. Das Prokopfeinkommen betrug 17.036 USD. 14,7 Prozent der Familien und 18,2 Prozent der Einwohner lebten unterhalb der Armutsgrenze.

## Städte und Gemeinden
- Agua Dulce
- Annaville
- Aransas Pass
- Arlington Heights
- Banquete
- Bishop
- Bluntzer
- Calallen
- Chapman Ranch
- Clarkwood
- Corpus Christi
- Driscoll
- Five Points
- Flour Bluff
- Flour Bluff Junction
- Gardendale
- McNorton
- Mustang Beach
- North Beach
- North San Pedro
- Palo Alto
- Peary Place
- Petronila
- Port Aransas
- Rabb
- Rancho Banquete
- Robstown
- San Juan
- San Patricio
- San Pedro
- Tierra Grande
- Viola
- Violet